# Astrocrius parens
Astrocrius parens är en ormstjärneart som först beskrevs av Jean Baptiste François René Koehler 1930.  Astrocrius parens ingår i släktet Astrocrius och familjen medusahuvuden. Inga underarter finns listade i Catalogue of Life.